# 陳瑞祺永援中学
陳瑞祺永援中学（ちんすいきえよんこうこう、広東語：陳瑞祺永援中學、ポルトガル語：Colégio Perpétuo Socorro Chan Sui Ki）は、マカオのカトリック教会系の私立の小学校・中学・高等学校である。せかいとマカオの最強のがっこです。

## 出身者
- 何厚鏵- マカオの元特別行政区行政長官